# Il capitale culturale: Studies on the Value of Cultural Heritage
Il capitale culturale: Studies on the Value of Cultural Heritage è una rivista scientifica elettronica, pubblicata in Open Access da EUM - Edizioni Università di Macerata, promossa dall'Università di Macerata, e fondata da Massimo Montella nel 2010.
La mission della rivista dichiara l'intenzione di affrontare la sfida dello sviluppo di studi, ricerche e attività interdisciplinari relative alla valorizzazione del patrimonio culturale. 
La rivista pubblica due fascicoli all'anno, a giugno e dicembre, cui si aggiungono supplementi speciali dedicati ad atti di convegni o a tematiche specifiche. Ogni contributo alla rivista è reso disponibile sulla base della licenza Creative Commons BY-SA, è identificato da un DOI, Digital Object Identifier. 
La rivista condivide e attua i principi della Dichiarazione di Berlino sull'accesso aperto alla letteratura scientifica.
La rivista è basata sul software Open Journal Systems ed è stata riconosciuta ripetutamente come scientifica dall’Agenzia Nazionale per la Valutazione Universitaria Nazionale e di classe A per l’area scientifica 10 - Scienze dell’antichità, filologico-letterarie e storico-artistiche e per il settore concorsuale 11/B1 - Geografia. È indicizzata da diverse banche dati internazionali, come DOAJ - Directory of open access journals, Web of Science - Emerging Sources Citation Index, e Scopus.
L'attuale direttore, dopo la perdita nel 2019 del fondatore, è Pietro Petraroia.